# Kogänget
Kogänget (engelska: Home on the Range) är en amerikansk tecknad film från 2004.

## Handling
Kogänget handlar om några kor och ett antal andra djur på en ranch i Vilda västern.
Korna i filmen ska genom att fånga Västerns vildaste boskapstjuv få hittelönen så att de kan betala räkningar och skulder som deras gård ligger efter med, innan gården säljs till en annan.

## Om filmen
Mycket tydde på att denna film skulle bli den sista Disneyfilmen som man använde sig av traditionell handritad animering, för att istället helt gå över till datoranimering. Detta visade sig dock inte stämma, då ännu en tecknad film, Prinsessan och grodan, av traditionell stil hade premiär 2009.
Den amerikanska publikpremiären skedde den 2 april 2004. Den svenska publikpremiären var den 24 september samma år.

## Rollista
| Figur           | Originalröst      | Svensk originalröst                         |
| --------------- | ----------------- | ------------------------------------------- |
| Maggie          | Roseanne Barr     | Charlott Strandberg                         |
| Fru Caloway     | Judi Dench        | Irene Lindh                                 |
| Grace           | Jennifer Tilly    | Vanna Rosenberg                             |
| Buck            | Cuba Gooding, Jr. | Morgan Alling                               |
| Alameda Slim    | Randy Quaid       | Loa Falkman                                 |
| Bröderna Willie | Sam J. Levine     | Christopher Wollter                         |
| Lycko-Jack      | Charles Haid      | Jan Modin                                   |
| Sheriff Sam     | Richard Riehle    | Björn Granath                               |
| Geten Jeb       | Joe Flaherty      | Guy de la Berg                              |
| Pearl           | Carole Cook       | Siw Malmkvist                               |
| Barry & Bob     | Mark Walton       | Jonas Malmsjö                               |
| Rico            | Charles Dennis    | Adam Fietz                                  |
| Hunden Rusty    | G.W. Bailey       | Allan Svensson                              |
| Wessman         | Steve Buscemi     | Claes Ljungmark                             |
| Buffeln Junior  | Lance LeGault     | Jan Åström                                  |
| Hönan Audrey    | Estelle Harris    | Annica Smedius                              |
| Grisen Molly    |                   | Annica Smedius                              |
| Grisen Ollie    | Charlie Dell      | Dick Eriksson                               |
| Patrick         | Patrick Warburton | Kristian Ståhlgren                          |
| Abner           | Dennis Weaver     | Gunnar Ernblad                              |
| Ankan Larry     | Marshall Efron    | Lars Amble                                  |
| Annie           | Ann Richards      | Anna-Lotta Larsson                          |
| Griskulting     |                   | Jasmine Heikura Simon Sjöquist Emil Smedius |

### Fotnoter
1. ↑  ”Kogänget”. Disneyania. 19 mars 2004. http://www.d-zine.se/filmer/kogaenget.htm. Läst 19 augusti 2016.